# EU-Flugsicherheitsliste
Die EU-Flugsicherheitsliste bzw. EU Air Safety List, abgekürzt ASL ist eine von der Europäischen Kommission seit 2006 zwei- bis dreimal jährlich veröffentlichte Auflistung ziviler Luftfahrtunternehmen, die nicht die internationalen Sicherheitsstandards erfüllen. Die Veröffentlichungen erfolgen als Verordnung der Europäischen Union, also als Rechtsakt mit allgemeiner Gültigkeit und unmittelbarer Wirksamkeit in allen Mitgliedstaaten, weshalb die Aufnahme einer Fluggesellschaft in die Flugsicherheitsliste genügt, um unmittelbar deren Betrieb in der Europäischen Union Beschränkungen aufzuerlegen, oder deren Flugbetrieb in allen Mitgliedsstaaten – einschließlich des Überflugs – vollständig zu untersagen. Die Schweiz hat sich dem Verfahren der Europäischen Union angeschlossen und das Bundesamt für Zivilluftfahrt (BAZL) angewiesen, grundsätzlich keine Landebewilligung an Gesellschaften zu erteilen, welche in einem EU- oder EFTA-Mitgliedstaat gesperrt sind.
Zwischenzeitlich wurde die EU-Flugsicherheitsliste als Liste der Betriebsuntersagungen für den Luftraum der Europäischen Union, oder als Liste der Luftfahrtunternehmen, denen der Betrieb in der EU untersagt ist, bezeichnet. Umgangssprachlich wird sie häufig auch Schwarze Liste genannt. Die 45. Aktualisierung erfolgte im Dezember 2024.

## Verfahren
Bei Zusammenstellung oder Aktualisierung der Liste wird die Kommission durch das EU Air Safety Committee (ASC) beraten, das sich aus Flugsicherheitsexperten aller EU-Mitgliedstaaten zusammensetzt und in welchem die Kommission selbst, mit Unterstützung der Europäischen Agentur für Flugsicherheit (EASA), den Vorsitz führt. Die Europäische Kommission und das ASC nutzen europäische, aber auch internationale Informationsquellen, wie die Internationale Zivilluftfahrtorganisation (ICAO), die Federal Aviation Administration (FAA) der Vereinigten Staaten oder sie greift auf Berichte der Third Country Operators (TCO) zurück. Als Maßstab für internationale Sicherheit im zivilen Flugbetrieb werden vor allem die von der ICAO veröffentlichten Standards herangezogen, nicht die gelegentlich strengeren EU-Sicherheitsstandards.
Auch Luftfahrtunternehmen, deren Flugbetrieb vollständig außerhalb der EU stattfindet, werden regelmäßig mit in die Liste aufgenommen. Damit soll die Öffentlichkeit auf Reisen auch außerhalb der EU hinsichtlich der bestehenden Sicherheitsbedenken gewarnt werden. Bedenken gegen Gesellschaften außerhalb der EU beruhen aber seltener auf der Feststellung konkreter Sicherheitsmängel einzelner Gesellschaften, als auf der Einschätzung, dass die Sicherheitsbehörden der Länder, in denen diese Gesellschaften registriert sind, entweder nicht dazu in der Lage oder nicht gewillt sind, eine Sicherheitsaufsicht nach internationalen Standards zu leisten. In einem solchen Fall werden in der Regel sämtliche in dem betreffenden Land registrierten Luftfahrtunternehmen in die EU-Flugsicherheitsliste eingetragen. Die Kommission versichert regelmäßig, zuletzt anlässlich der Aufnahme in Russland registrierter Fluggesellschaften im April 2022, dass ihre Entscheidungen ausschließlich aus technischen und sicherheitsrelevanten Gründen getroffen werden, nicht aus politischen Gründen, weshalb es sich bei den Betriebsverboten nicht um Sanktionen handelt.
Veröffentlicht ist die EU-Flugsicherheitsliste im Amtsblatt der Europäischen Union über die EU-Verordnung Nr. 474/2006 in zwei Teilen mit Betriebsverboten als Anhang A und Betriebsbeschränkungen als Anhang B, sowie auf EUR-Lex in konsolidierter, jeweils aktueller Fassung der Verordnung nach jeder Änderung. Für die interessierte Öffentlichkeit ist die aktuell gültige Liste als PDF auf der Website Transport and Mobility der Europäischen Kommission verfügbar. Die nationalen Zivilluftfahrtbehörden, die EASA und die Flughäfen im Hoheitsgebiet der EU-Mitgliedstaaten sind über Verordnung dazu verpflichtet, Fluggäste auf die EU-Flugsicherheitsliste aufmerksam zu machen. Darüber hinaus steht die Kommission in Kontakt mit europäischen und internationalen Reisebüroverbänden.
Für die Einhaltung der Regulierung sorgt Eurocontrol mit Hauptsitz in Brüssel. Die europäische Flugsicherung überwacht den gesamten oberen Luftraum in der EU. Dabei überprüft sie die Registrierung jedes einzelnen Flugzeuges, das in europäischen Luftraum einfliegt. Die Entscheidung über den Weiterflug oder Sanktionen liegt jedoch bei den nationalen europäischen Behörden, für Deutschland beim Luftfahrt-Bundesamt.
Bei der Prüfung einer Betriebsuntersagung werden folgende Punkte berücksichtigt:
- Beweise für gravierende Sicherheitsmängel eines Luftfahrtunternehmens, etwa infolge von Vorfeldinspektionen, Betriebsuntersagungen von Drittstaaten oder aufgrund von Informationen über Zwischenfälle, die auf latente systematische Sicherheitsmängel hinweisen.
- Fehlende Fähigkeit oder Bereitschaft eines Luftfahrtunternehmens, Sicherheitsmängel zu beheben, wie fehlender Transparenz in Sicherheitsfragen oder unzureichender Pläne zur Behebung erkannter Sicherheitsmängel
- Fehlende Fähigkeit oder Bereitschaft der zuständigen Behörden, Sicherheitsmängeln abzuhelfen, wie fehlender internationaler Kooperation, nachdem Sicherheitsbedenken vorgebracht wurden, oder fehlender Fähigkeit, die geltenden Sicherheitsnormen durchzusetzen.

Darüber hinaus ergehen regelmäßig Betriebsuntersagungen gegen Luftfahrtunternehmen, die insbesondere beim Einsatz veralteter Fluggeräte die Einhaltung der Wartungsintervalle und ordnungsgemäße Durchführung der Wartung nicht nachweisen können. Gesperrte Fluggesellschaften erhalten Gelegenheit zu reagieren und darauf hinzuwirken, dass der Grund für die Sperre wegfällt. Beispielsweise gab die kongolesische Fluggesellschaft flyCongo im März 2012 bekannt, sechs veraltete Flugzeuge öffentlich und medienwirksam zu verschrotten, um das Vertrauen der Europäischen Gemeinschaft nach dem Flugzeugabsturz vom Juli 2011 mit 74 Toten wieder zurückzuerlangen.

## Rechtsgrundlagen
- Verordnung (EG) Nr. 2111/2005 des Europäischen Parlaments und des Rates über die Erstellung einer gemeinschaftlichen Liste der Luftfahrtunternehmen, gegen die in der Gemeinschaft eine Betriebsuntersagung ergangen ist, sowie über die Unterrichtung von Fluggästen über die Identität des ausführenden Luftfahrtunternehmens und zur Aufhebung des Artikels 9 der Richtlinie 2004/36/EG.
- Verordnung (EG) Nr. 473/2006 der Kommission zur Festlegung der Durchführungsbestimmungen bezüglich der in Kapitel II der Verordnung (EG) Nr. 2111/2005 des Europäischen Parlaments und des Rates genannten gemeinschaftlichen Liste der Luftfahrtunternehmen, gegen die in der Gemeinschaft eine Betriebsuntersagung ergangen ist.
- Verordnung (EG) Nr. 474/2006 der Kommission zur Erstellung der in Kapitel II der Verordnung (EG) Nr. 2111/2005 des Europäischen Parlaments und des Rates genannten gemeinschaftlichen Liste der Luftfahrtunternehmen, gegen die in der Gemeinschaft eine Betriebsuntersagung ergangen ist.

## Gelistete Fluggesellschaften
Mit der 45. Aktualisierung im Dezember 2024 wurde 129 Fluggesellschaften der Betrieb im Luftraum der EU untersagt (Anhang A):
- 100 Fluggesellschaften aus 15 Staaten wegen mangelnder Sicherheitsaufsicht durch die Luftfahrtbehörden in den Ländern Afghanistan, Angola, Äquatorialguinea, Armenien, Demokratische Republik Kongo, Dschibuti, Eritrea, Kirgisistan, Liberia, Libyen, Nepal, Republik Kongo, São Tomé und Príncipe, Sierra Leone und Sudan. Vom Verbot aller Fluggesellschaften aus Angola sind TAAG Angola Airlines und Heli Malongo ausdrücklich ausgenommen.
- 22 Fluggesellschaften aus Russland, seit diesen durch die russische Föderale Agentur für Lufttransport erlaubt wurde, ausländische Luftfahrzeuge ohne gültiges Lufttüchtigkeitszeugnis zu betreiben.[2]
- 7 einzelnen Fluggesellschaften aufgrund von festgestellten schwerwiegenden Sicherheitsmängeln: Air Tanzania (Tansania), Avior Airlines (Venezuela), Blue Wing Airlines (Suriname), Iran Aseman Airlines (Iran), Iraqi Airways sowie Fly Baghdad (beide Irak) und Air Zimbabwe (Simbabwe).

Für zwei Gesellschaften wurde der Betrieb innerhalb der Europäischen Union beschränkt (Anhang B):
- Iran Air (Iran) für ihre sämtlichen Flugzeuge des Typs Fokker F100 und des Typs Boeing 747
- Air Koryo (Nordkorea) für ihre gesamte Flotte mit Ausnahme von zwei Flugzeugen des Typs Tupolew-Tu-204

Den in Anhang A und B aufgeführten Luftfahrtunternehmen kann der Flugbetrieb in der EU mit Wet-Lease-Luftfahrzeugen von solchen Gesellschaften gestattet werden, gegen die keine Betriebsuntersagung ergangen ist, sofern die einschlägigen Sicherheitsnormen eingehalten werden.